# Mlekovita

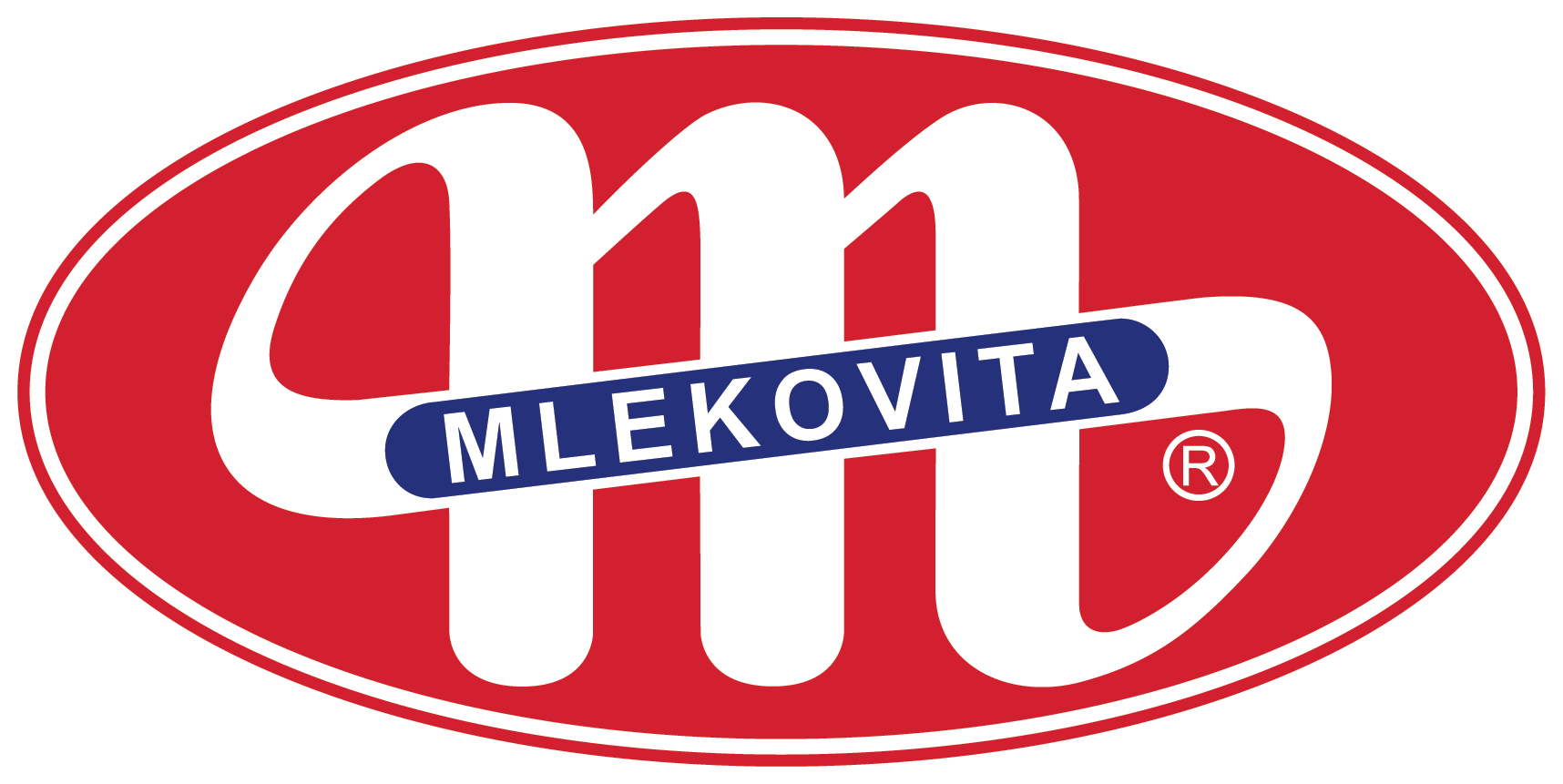
Logo Mlekovita

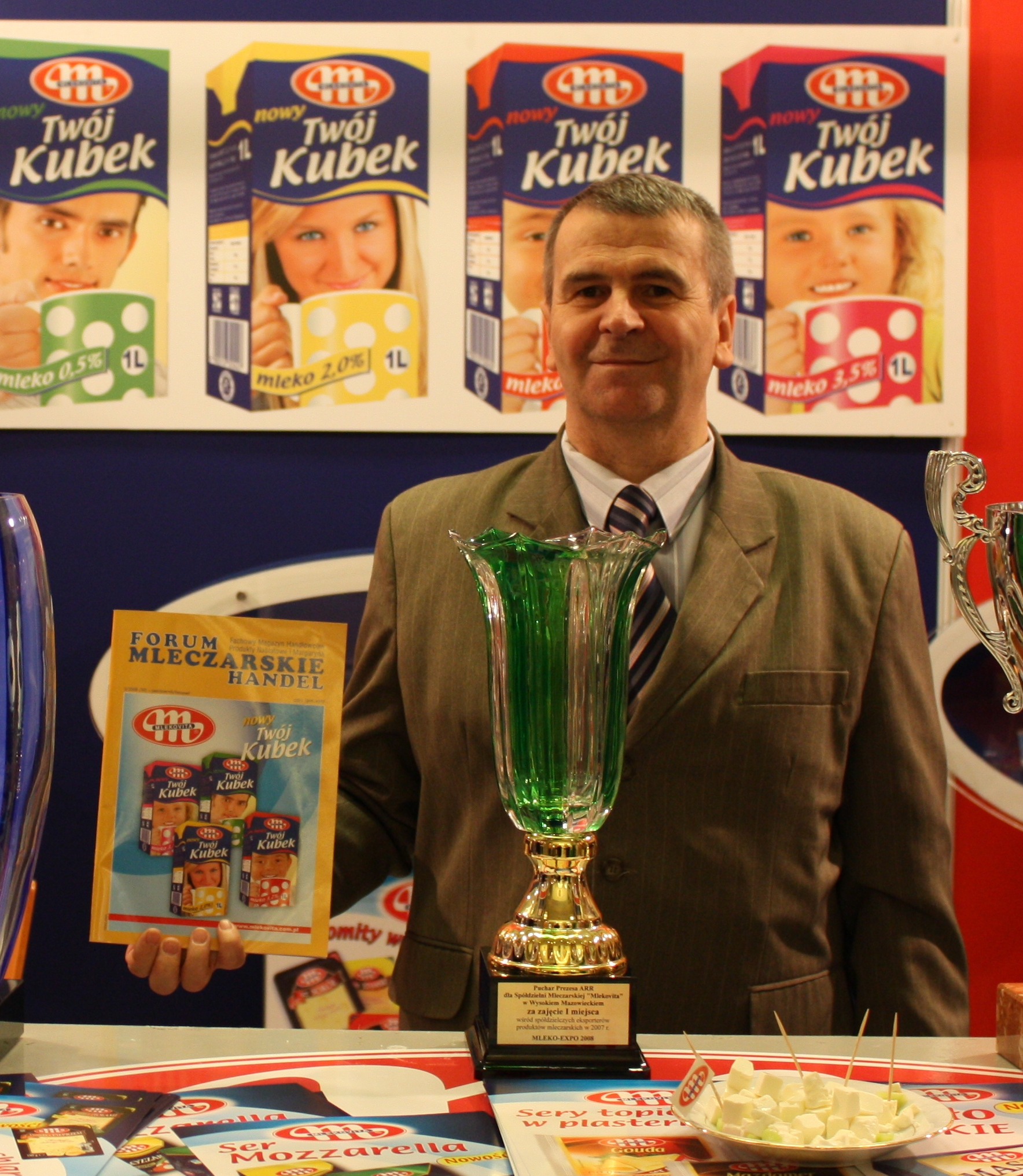
Dariusz Sapiński, der Geschäftsführer von Mlekovita auf einem Messestand der Molkerei

Die Molkereigenossenschaft (Spółdzielnia Mleczarska) Mlekovita, die in der Form einer Holdinggesellschaft (Grupa Kapitałowa) geführt wird, ist der zweitgrößte Milchverarbeiter Polens. Der Umsatz der Gesellschaft lag im Jahr 2009 bei rund EUR 480 Millionen.

## Geschichte
Die Molkerei geht auf die Gründung eines milchverarbeitenden Betriebes im Jahr 1928 in Wysokie Mazowieckie in der Woiwodschaft Podlachien zurück, wo sie auch heute noch den Sitz ihrer Zentrale hat. Damals wurden von 30 Beschäftigten Käse und Butter produziert. Nach dem Zweiten Weltkrieg wurde 1947 und noch einmal 1950 die Produktion dieses Betriebes um die Herstellung von Sahne, Twaróg (Käsebruch) und Speiseeis erweitert. Ab 1957 wurde der Betrieb in die Form einer Molkereigenossenschaft (Okręgowa Spółdzielnia Mleczarska - OSM) überführt. Noch in den 1980er Jahren waren in der Molkerei erst 62 Mitarbeiter tätig. Im Jahr 1992 erhielt diese den Namen „Mlekovita“. Heute sind bei Mlekovita rund 1.500 Personen angestellt, die die Produktion von etwa 6.000 milchproduzierenden Betrieben verarbeiten.
Nach verschiedenen Übernahmen verfügt Mlekovita neben den Produktionsanlagen in Wysokie Mazowieckie über Zweigstellen und Lageranlagen in Baranów, Bielsk Podlaski, Białystok, Chrzanów, Działdowo, Goręczyno, Jadowniki, Kluczbork, Kowalewo Pomorskie, Lubawa, Łódź, Morąg, Piaseczno, Pieniężno, Pilica, Wyszków und Zakopane.
Bekannte Marken des Unternehmens sind „Darek“ (Joghurt), „Deliser“ (Käse), „Favita“ (Käse), „Sokół“ (Käse) und „Wypasione“ (Milch). 
Mlekovita ist Mitglied des Verbandes Krajowy Związek Spółdzielni Mleczarskich ZR.